# مایکل رابینسون
مایکل رابینسون (انگلیسی: Michael Robinson؛ زادهٔ ۱۲ ژوئیهٔ ۱۹۵۸ – درگذشته ۲۸ آوریل ۲۰۲۰) بازیکن فوتبال اهل جمهوری ایرلند بود که در پست مهاجم بازی می‌کرد.
از باشگاه‌هایی که در آن بازی کرد می‌توان به باشگاه فوتبال منچستر سیتی، باشگاه فوتبال اوساسونا، باشگاه فوتبال لیورپول، باشگاه فوتبال پرستون نورث اند، باشگاه فوتبال کویینز پارک رنجرز، باشگاه فوتبال برایتون اند هوو آلبیون، اشاره کرد.
وی همچنین در تیم ملی تیم ملی فوتبال جمهوری ایرلند بازی کرد. رابینسون در تاریخ ۲۸ آوریل ۲۰۲۰ میلادی از دنیا رفت.